# دانييل أورتيغا
خوسيه دانييل أورتيغا سافيردة (Daniel Ortega) (ولد في 11 نوفمبر 1945) سياسي ديكتاتوري نيكاراغوي يشغل منصب الرئيس المشارك لنيكاراغوا منذ 30 يناير 2025، إلى جانب زوجته روزاريو موريلو . كان الرئيس الرابع والخمسين والثامن والخمسين لنيكاراغوا من عام 1985 إلى عام 1990 ومن عام 2007 إلى عام 2025. كما قاد نيكاراغوا سابقًا بصفته المنسق الأول للمجلس العسكري لإعادة الإعمار الوطني من عام 1979 إلى عام 1985.
تولى الرئاسة مرتين، الأولى في الفترة بين 10 يناير 1985 و25 أبريل 1990، وقد خلفته في الرئاسة فيوليتا تشامورو. رشح بعد ذلك عدة مرات في الأعوام 1996 و2001 ولكنه لم ينتصر، الثانية في نوفمبر 2006، حين استطاع الفوز في الانتخابات الرئاسية لنيكاراغوا .

## سيرة
ولد دانييل أورتيغا في لا ليبيرتاد، نيكاراغوا، في 11 نوفمبر 1945، لأبوين من الطبقة المتوسطة وهما دانييل أورتيجا سيردا وليديا سافيدرا، معارضين لدكتاتوري نيكاراغوا، أناستاسيو سوموزا. سُجنت والدة أورتيجا من قبل الحرس الوطني التابع لنظام سوموزا لحيازتها "رسائل حب"، والتي قالت الشرطة إنها رسائل سياسية مشفرة. نشأ أورتيجا وشقيقاه ليصبحوا ثوريين. كان شقيقه الراحل هومبرتو أورتيجا جنرالًا سابقًا وقائدًا عسكريًا وكاتبًا منشورًا، وتوفي شقيقه الثالث كاميلو أورتيغا وهو يقاتل نظام سوموزا في عام 1978. وكان لديهما أخت تدعى جيرمانيا توفيت. في بداية الستينات، بعد شهور قليلة من دخوله جامعة أمريكا الوسطى في ماناغوا، إنضم إلى الجبهة الساندينية للتحرير الوطني (FSLN). وضع أورتيجا في السجن حتى عام 1974. بعد إطلاق سراحه ذهب إلى كوبا، وعاد إلى نيكاراغوا للاستمرار في شن حرب ضد الحكومة.
في نوفمبر/تشرين الثاني 1984، انتصرت جبهة ساندنيستا في الانتخابات الوطنية، وأصبح أورتيجا رئيس نيكاراغوا. اتهم المعارضون الجبهة بأنها هيّأت الظروف أثناء الحملة الانتخابية بطريقة ما وقالوا بأن الاقتراع كان فاسداً. الحكومة الأمريكية المتمثلة في رونالد ريغان اتفقت مع نقد المعارضين ودعمت بشكل كبير تحالف الفلاحين المستائين، والذي كان متحالفاً (سابقاً) مع جبهة ساندنيستا. كانت النتيجة حرباً أهلية قاسية في 1989 أرغمت ساندنيستا بقبول تسوية سلام بالتفاوض مع الرئيس الكوستاريكي أوسكار آرياس سانتشيز.
في انتخابات فبراير/شباط 1990 تحت اتفاقية آرياس، خسر أورتيجا وجبهة ساندنيستا أمام تحالف بقيادة فيوليتا باريوس دي تشامورو. ترك أورتيجا منصب الرئاسة في أبريل/نيسان التالي. منذ ذلك الوقت، بقي زعيماً مؤثراً في حركة ساندنيستا، وكذلك في السياسة النيكاراغوية. في 5 نوفمبر 2006 فاز أورتيغا بالانتخابات النيكاراغوانية. و في عام 2021 نُصّب دانييل أورتيغا رئيساً لجمهورية نيكاراغوا بعد إعادة انتخابه في تشرين الثاني نوفمبر الماضي بأكثر من 76% من الأصوات مؤدياً القسم.

## روابط خارجية
- دانييل أورتيغا على موقع IMDb (الإنجليزية)
- دانييل أورتيغا على موقع الموسوعة البريطانية (الإنجليزية)
- دانييل أورتيغا على موقع مونزينجر (الألمانية)
- دانييل أورتيغا على موقع إن إن دي بي (الإنجليزية)
- دانييل أورتيغا على موقع ديسكوغز (الإنجليزية)
- دانييل أورتيغا على موقع كينوبويسك (الروسية)